# 2020 en astronomie
2018 en astronomie - 2019 en astronomie -
2020 en astronomie -
2021 en astronomie - 2022 en astronomie

## Événements

### Janvier
- 2 janvier : le territoire des « Alpes Azur Mercantour » devient la 3e réserve de ciel étoilé en France[1].
- 4 janvier : découverte du premier astéroïde Vatira connu : 2020 AV2.
- 5 janvier : la Terre se trouve à son périhélie à 7 h 48 UTC[2].
- 6 janvier : 
  - annonce de la découverte de l'exoplanète TOI 700 d, certainement une planète tellurique de type terrestre[3].
  - annonce que le système binaire V Sagittae va fusionner vers 2083 (avec une incertitude de 16 ans)[4],[5].
- 7 janvier : le lancement de 60 satellites Starlink alimente la polémique des astronomes contre les méga-constellations de satellites qui perturbent l'observation astronomique[6],[7].
- 10 janvier : éclipse de Lune par la pénombre[8].
- 30 janvier : fin de mission du télescope spatial Spitzer[9].

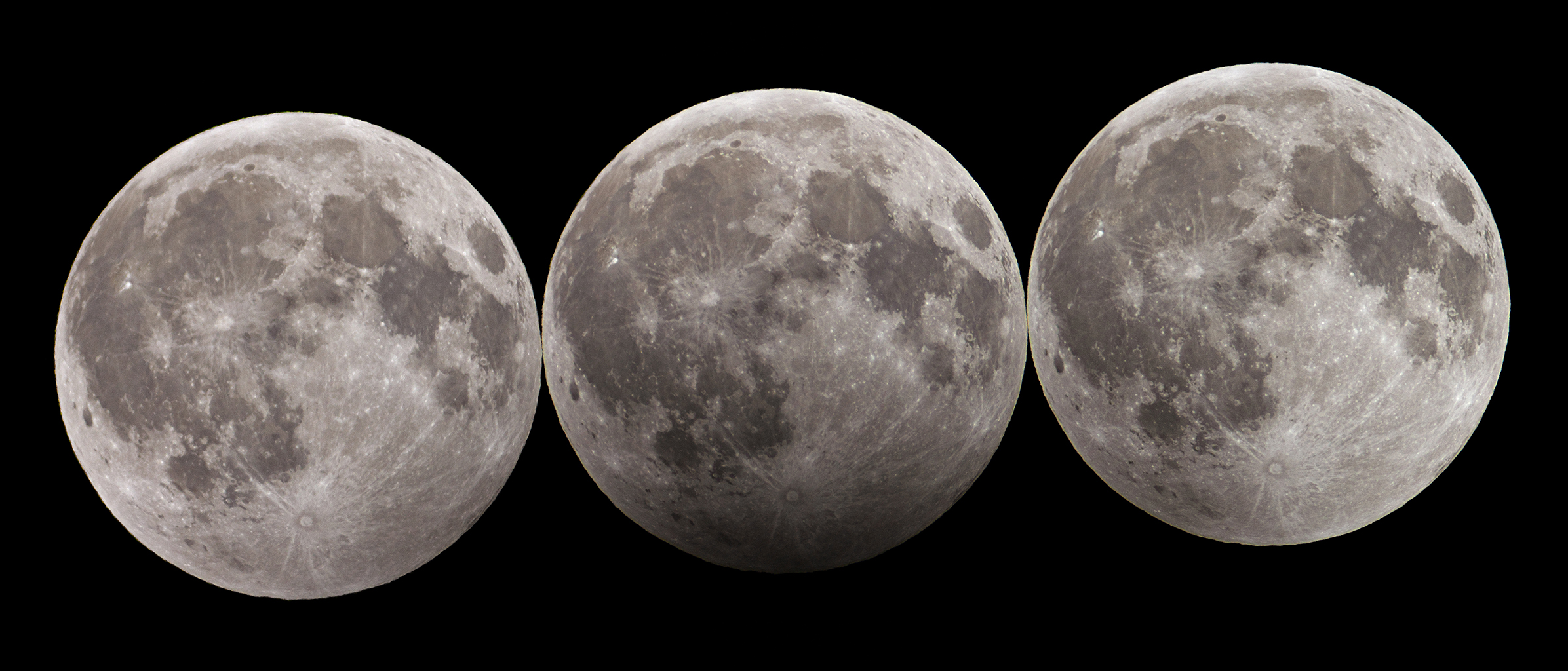
L'éclipse lunaire par la pénombre du 10 janvier 2020.

### Février

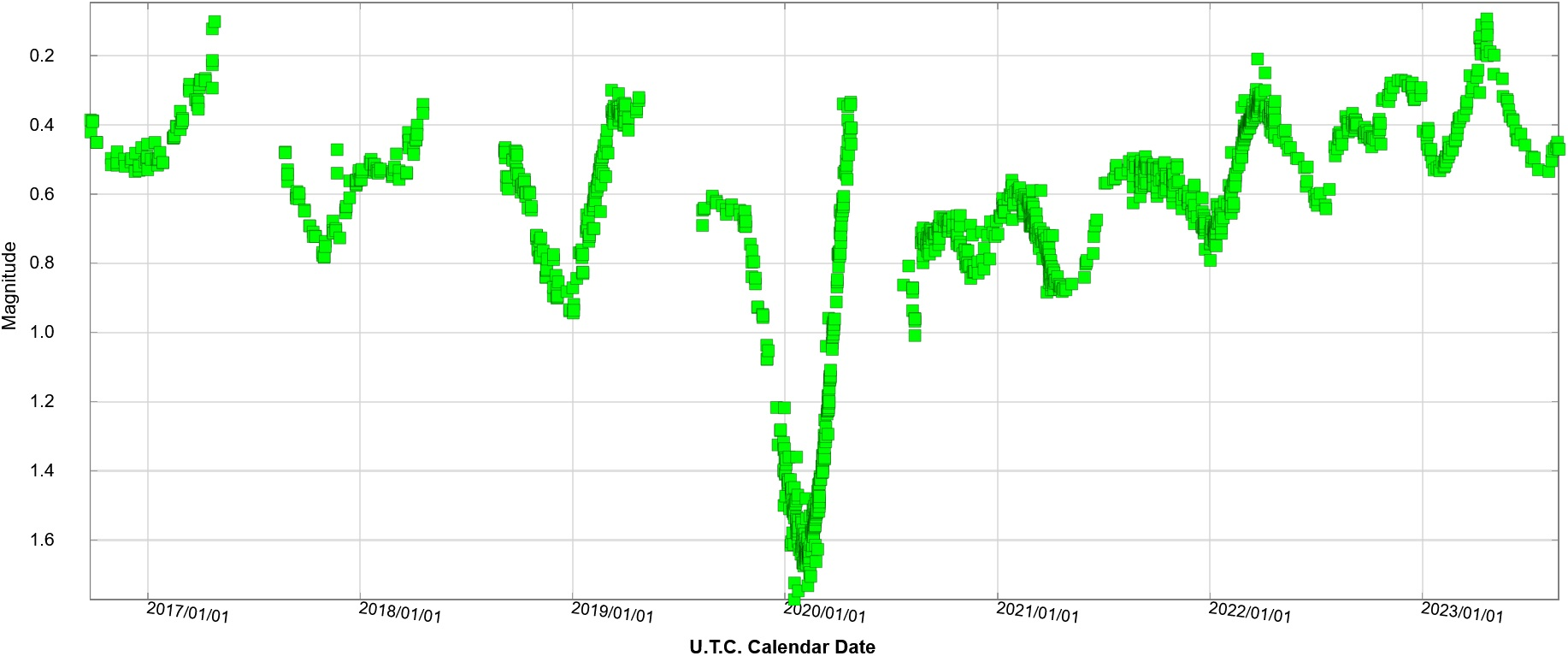
Variation de magnitude de Bételgeuse entre août 2019 et août 2020.

- 7-13 février : Bételgeuse passe par un minimum exceptionnel de luminosité[10],[11].
- 15 février : découverte de 2020 CD3 (dévoilée le 25 février), un astéroïde happé par la gravité de la Terre, le transformant en satellite naturel temporaire de la Terre, de 2016 à avril/mai 2020[12].

### Mars
- 3 mars : étude quantitative sur l'impact des constellations de satellites sur les observations par les télescopes de l'ESO[13],[14],[15].

### Avril
- 8 avril : l'étude du rayonnement X de 1 155 amas de galaxies par les satellites XMM-Newton, Chandra et ROSAT montre une anisotropie de l'univers[16],[17].
- 22 avril : les travaux d'un groupe de physiciens et d'historiens turcs sur des manuscrits de la Direction générale des archives d’État turques sont publiés dans la revue Meteoritics & Planetary Science, à propos d'un accident s'étant produit le 22 août 1888 à Souleimaniye (Empire ottoman, nord-est de l'actuelle Irak) qui avait tué un homme et paralysé un autre[18] ; ils arrivent à la conclusion que l'événement était en réalité la chute d'une météorite, ce qui en fait le seul cas confirmé de décès d'un être humain par collision avec une météorite au cours de sa chute sur Terre de l'Histoire[18].
- 23 avril : 17 Centaures à forte inclinaison, ainsi que (471325) 2011 KT19 et (528219) 2008 KV42 seraient d'origine extrasolaire[19],[20].
- 29 avril : passage de (52768) 1998 OR2 à 6,3 millions de km de la Terre[21].

### Mai
- 6 mai : le télescope MPG-ESO découvre, dans le système HR 6819, le trou noir le plus proche de la Terre[22],[23].
- 27 mai : les astéroïdes (162173) Ryugu et (101955) Bénou, en forme de toupie, sont nés de la destruction d'un gros astéroïde[24].

### Juin
- 15 juin : l'observatoire solaire SoHO, lancé le 2 décembre 1995, placé au point de Lagrange L1, découvre sa 4 000e comète[25].
- 17 juin : l'orbiteur ExoMars Trace Gas Orbiter détecte une lueur verte permanente dans l'atmosphère de Mars, y démontrant l'émission d'oxygène "vert", phénomène observé jusque-là uniquement dans l'atmosphère terrestre[26].
- 21 juin : la 36e éclipse de Soleil du saros 137 est annulaire et visible depuis l'Europe, comme partielle, seulement dans le sud et l'est du continent avec une occultation du Soleil inférieur à 0,20. Le cône (inverse) de pénombre débutera dans la RD du Congo, traversera le Soudan du Sud, l'Éthiopie, l'Érythrée, le sud de la Péninsule Arabique, le Pakistan, le nord de l'Inde, ou elle sera maximale, et, enfin, le sud de la Chine et Taïwan, pour terminer sa course dans le Pacifique.

### Juillet

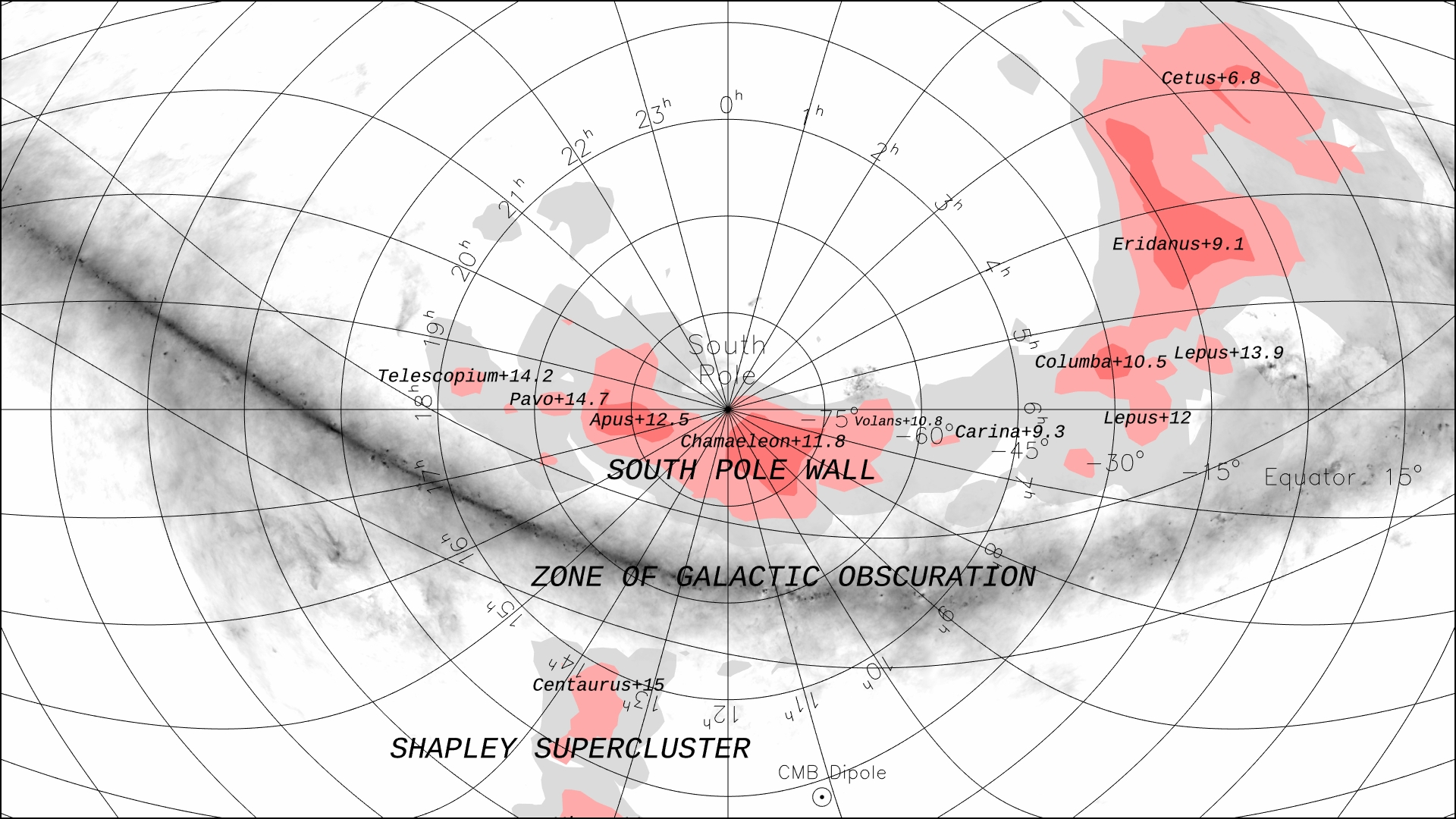
Projection du Mur du Pôle Sud en coordonnées célestes.

- 10 juillet : découverte du Mur du Pôle Sud, un proche filament cosmique[27],[28].
- 20 juillet : 
  - lancement de la sonde émiratie « Al-Amal » (Espoir)[29] afin de cartographier Mars et étudier son atmosphère[30] ; il s'agit à la fois de la première d'une vague de missions non-habitées envoyée vers Mars par plusieurs pays en 2020-2021[30], et de la première mission spatiale menée par un pays arabe vers Mars[31].
  - publication de la plus grande carte de l'Univers en 3D[32],[33].
- 23 juillet : lancement de Tianwen-1, sonde spatiale martienne chinoise[34],[35].
- 29 juillet : la coquille glaciaire d'Europe, satellite de Jupiter, s'est déplacée de 70° en latitude[36],[37].
- 30 juillet : lancement de l'astromobile Perseverance[38],[39].

### Août
- 19 août : le sursaut gamma GRB 200522A, fusion de deux étoiles à neutrons, serait un magnétar[40].
- 24 août : le système solaire parcourt depuis 33 000 ans le nuage interstellaire local, radioactif par le fer 60, indice de l'explosion de supernovas[41],[42].
- 26 août : l'étude des comètes à longue période, venant du nuage de Oort, montrerai qu'elles orbitent suivant deux plans : l'écliptique et un second plan dénommé "écliptique vide"[43],[44],[45].
- 27 août : le projet AMIGA avec le télescope Hubble montre que les halos de notre galaxie et de la galaxie d'Andromède se frôlent[46],[47].

### Septembre
- 2 septembre : publications dans Physical Review Letters et Astrophysical Journal Letters de deux études qui analysent l'onde gravitationnelle GW190521 - détectée par le Laser Interferometer Gravitational-Wave Observatory et Virgo le 21 mai 2019 - qui démontrent qu'elle a été émise par un trou noir de 142 masses solaires, le premier trou noir intermédiaire connu[48].
- 10 septembre : la supernova LSQ14fmg de type 1A heurte la nébuleuse formée auparavant[49],[50].
- 14 septembre : annonce de la découverte de la phosphine dans l'atmosphère de Vénus[51],[52].
- 16 septembre : occultation d'une étoile par (3548) Eurybate[53].
- 24 septembre : 
  - découvert le 18 septembre, l'astéroïde géocroiseur 2020 SW passe à 22 000 km de la Terre[54].
  - occultation d'une étoile par (15094) Polymèle[53],[55].

### Octobre
- 8 octobre : le bureau des affaires spatiales des Nations unies s'empare du problème de l'impact des constellations de satellites sur l'observation astronomique[56],[57].
- 14 octobre : de nouvelles études démentent la présence de phosphine dans l'atmosphère de Vénus[58].
- 19 octobre : la galaxie NGC 1052-DF4 ne contient pas de matière noire[59],[60].
- 20 octobre : 
  - la sonde OSIRIS-REx prélève des échantillons du sol de (101955) Bénou[61],[62].
  - des observations de surdensités d'étoiles dans les constellations de la Vierge, d'Hercule et de l'Aigle montrent qu'une galaxie naine est entrée en collision avec notre galaxie il y a environ 3 milliards d'années[63],[64].
- 21 octobre : occultation d'une étoile par (21900) Oros[53].

### Novembre
- 13 novembre : 

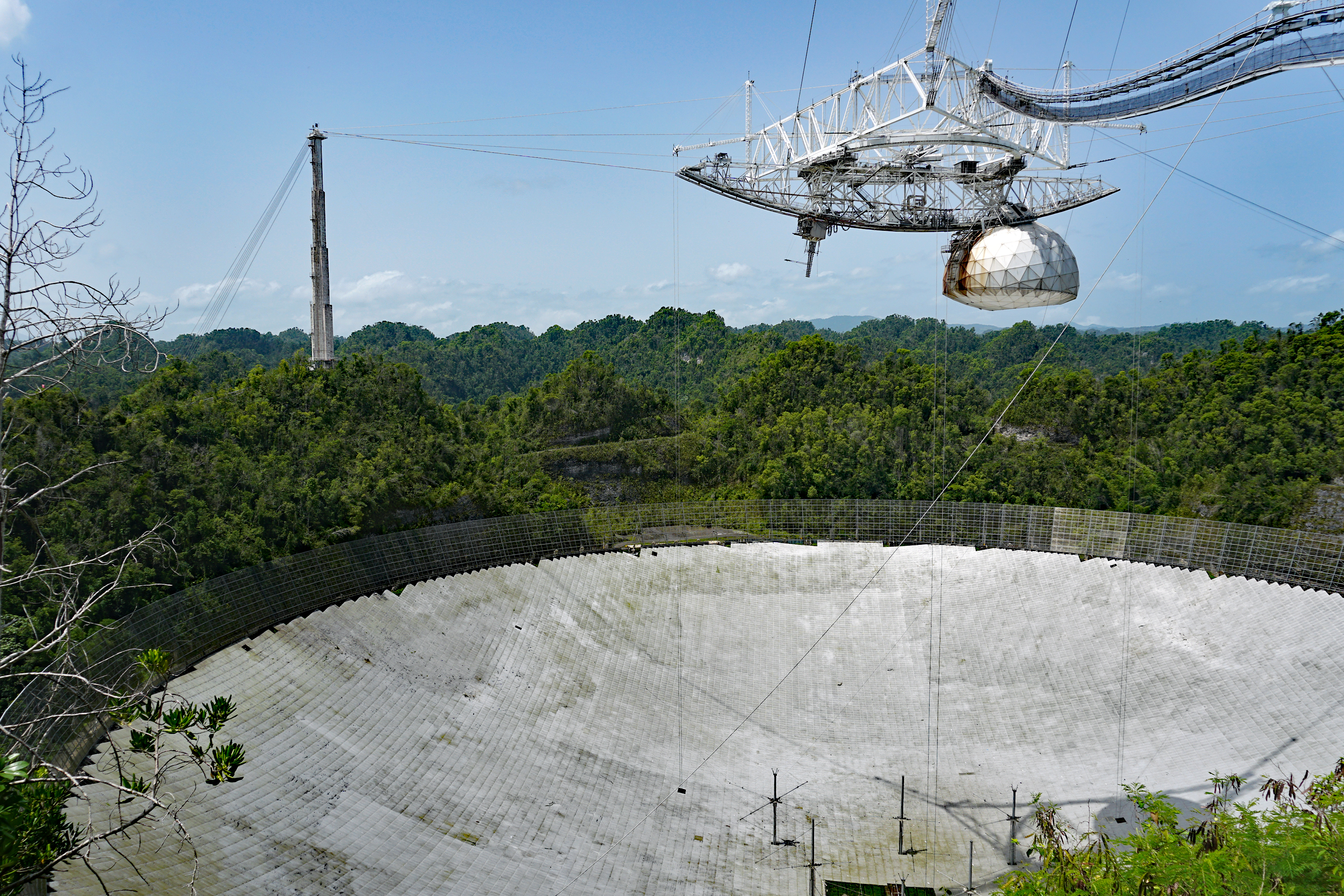
Arrêt du radiotélescope d'Arecibo.

  - l'étude d'isotopes de molybdène dans les inclusions de météorites montre que le système solaire s'est formé en 200 000 ans[65].
  - l'astéroïde géocroiseur 2020 VT4 passe à 380 km de la surface terrestre[66].
- 19 novembre : le radiotélescope d'Arecibo est déclaré hors service par la National Science Foundation (NSF), qui juge les réparations trop dangereuses[67],[68],[69].
- 23 novembre : lancement de la sonde spatiale de retour d'échantillons lunaires chinoise Chang'e 5[70].
- 26 novembre : le système solaire voyage dans notre galaxie à 25 800 années-lumière de son centre, à une vitesse de 227 kilomètres par seconde[71],[72].

### Décembre
- 2 décembre : premiers résultats du réseau FRIPON[73],[74].
- 3 décembre : publication de Gaia EDR3, première partie du troisième catalogue de Gaia[75],[76].
- 14 décembre : éclipse de Soleil, la 23e du saros 142. Le cône d'ombre débutera en plein Pacifique et, après avoir traversé le sud du Chili et de l'Argentine, terminera sa course sans pouvoir joindre les côtes de la Namibie.
- 30 décembre : l'étude du fond diffus cosmologique par le télescope cosmologique d'Atacama donne un âge de l'Univers de 13,77 ± 0,040 milliards d'années et la constante de Hubble à 67,9 ± 1,5 km/s/Mpc[77],[78].

## Objets

### Comètes

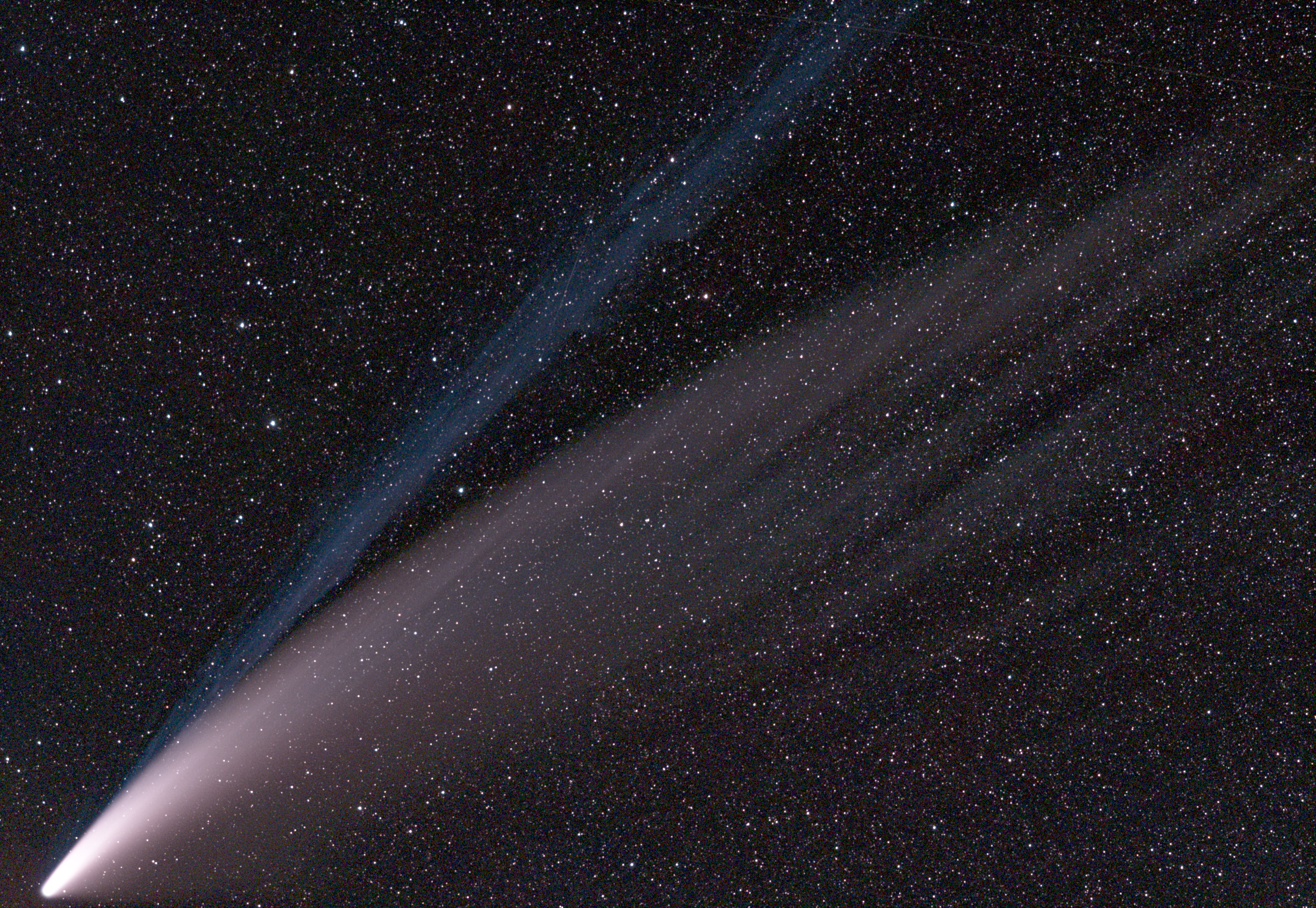
Comète C/2020 F3 (NEOWISE) au 14 juillet 2020.

En 2020, les comètes suivantes sont à l'honneur :
- C/2019 Y1 (ATLAS), découverte le 16 décembre 2019, passe au périhélie le 16 mars et au périgée le 28 avril.
- C/2017 T2 (PANSTARRS) passe au périhélie le 4 mai.
- C/2020 F8 (SWAN), découverte le 25 mars, passe au périgée le 12 mai et au périhélie le 27 mai[79],[80].
- C/2019 Y4 (ATLAS), découverte le 28 décembre 2019, s'est fragmentée en de multiples morceaux en avril 2020, et devait passer au périgée le 23 mai et au périhélie le 31 mai[81]. La sonde Solar Orbiter, lancée le 10 février 2020, traverse sa queue ionisée le 31 mai et sa queue de poussières le 6 juin[82].
- 2P/Encke passe au périhélie le 26 juin.
- C/2020 F3 (NEOWISE), découverte le 27 mars, passe au périhélie le 3 juillet et au périgée le 23 juillet[83].
- 88P/Howell passe au périhélie le 26 septembre.
- C/2020 M3 (ATLAS), découverte le 27 juin, passe au périhélie le 25 octobre et au périgée le 14 novembre[84],[85].

### Phases de la Lune
Le tableau suivant résume les phases de la Lune pour l'année 2020 :
| #  | Nouvelle lune | Premier quartier | Pleine lune | Dernier quartier |
| -- | ------------- | ---------------- | ----------- | ---------------- |
|    |               | 03/01            | 10/01       | 17/01            |
| 1  | 24/01         | 02/02            | 09/02       | 15/02            |
| 2  | 23/02         | 02/03            | 09/03       | 16/03            |
| 3  | 24/03         | 01/04            | 08/04       | 15/04            |
| 4  | 23/04         | 30/04            | 07/05       | 14/05            |
| 5  | 22/05         | 30/05            | 05/06       | 13/06            |
| 6  | 21/06         | 28/06            | 05/07       | 13/07            |
| 7  | 20/07         | 27/07            | 03/08       | 11/08            |
| 8  | 19/08         | 25/08            | 02/09       | 10/09            |
| 9  | 17/09         | 24/09            | 01/10       | 10/10            |
| 10 | 16/10         | 23/10            | 31/10       | 08/11            |
| 11 | 15/11         | 22/11            | 30/11       | 08/12            |
| 12 | 14/12         | 22/12            | 30/12       |                  |

### Conjonctions, oppositions et élongations
Conjonctions, oppositions et élongations notables entre le Soleil, la Lune, les planètes du système solaire, et des étoiles remarquables pour l'année 2020 :
| Date        | Heure (UTC) | Premier corps | Distance angulaire | Deuxième corps | Élongation  | Notes                        |
| ----------- | ----------- | ------------- | ------------------ | -------------- | ----------- | ---------------------------- |
| 27 janvier  |             | Vénus         |                    | Neptune        |             |                              |
| 18 février  |             | Lune          |                    | Mars           | occultation | Visible en Amérique du Nord. |
| 19 février  |             | Lune          |                    | Jupiter        | occultation | Visible en Antarctique.      |
| 18 mars     |             | Lune          |                    | Mars           | occultation | Visible en Amérique du Sud.  |
| 19 juin     |             | Lune          |                    | Vénus          | occultation | [ 87 ]                       |
| 9 août      |             | Lune          |                    | Mars           | occultation | Visible en Amérique du Sud.  |
| 6 septembre |             | Lune          |                    | Mars           | occultation | Visible en Amérique du Sud.  |
| 3 octobre   |             | Lune          |                    | Mars           | occultation |                              |
| 13 décembre |             | Lune          |                    | Beta Scorpii   | occultation | [ 88 ]                       |
| 21 décembre |             | Jupiter       | 0,1°               | Saturne        | conjonction | [ 89 ]                       |

## Missions spatiales astronomiques
En 2020, les missions spatiales à vocation astronomique suivantes sont à l'honneur :

### Soleil
- SoHO, lancée le 2 décembre 1995 fête ses 25 ans de fonctionnement[90].
- Parker Solar Probe, lancée le 12 août 2018, s'approche de plus en plus près du Soleil[91].
- Solar Orbiter, lancée le 10 février 2020, a traversé la queue ionisée le 31 mai et la queue de poussières le 6 juin de la comète désintégrée C/2019 Y4 (ATLAS). Elle passe par son premier périhélie le 15 juin et effectue sa première assistance gravitationnelle avec Vénus le 27 décembre[92]. La phase opérationnelle doit débuter en 2022.

### Mercure
- BepiColombo, lancée le 19 octobre 2018, devrait s'insérer en orbite autour de Mercure le 5 décembre 2025. En 2020, elle a bénéficié de l'assistance gravitationnelle de la Terre le 10 avril[93] et de Vénus le 15 octobre.

### Vénus
- Akatsuki en orbite autour de Vénus est proche de sa fin de mission.

### Lune
- Lunar Reconnaissance Orbiter, lancée le 18 juin 2009 est toujours active autour de la Lune.
- Chang'e 3, lancée le 1er décembre 2013 a déposé l'astromobile Yutu le 14 décembre 2013 qui a fonctionné jusqu'au 25 janvier 2014. Seul le Lunar Ultraviolet Telescope fonctionne encore en 2020[94].
- Queqiao, lancée le 20 mai 2018 s'insère le 14 juin 2018 sur une orbite de halo autour du point de Lagrange L2 du système Terre-Lune. Elle sert de relais de communications entre la Terre, Chang'e 4 et Yutu 2.
- Chang'e 4, lancée le 7 décembre 2018 a atterri sur la face cachée de la Lune le 3 janvier 2019. Elle a déposé l'astromobile Yutu 2 qui est toujours actif en 2020[95].
- Chandrayaan-2, lancée le 22 juillet 2019 s'insère sur une orbite lunaire le 20 août 2019. Son orbiteur, sur une orbite polaire, est toujours actif en 2020[96].
- Chang'e 5, sonde spatiale de retour d'échantillons lunaires de l'agence spatiale chinoise (CNSA), lancée le 23 novembre 2020, se met en orbite lunaire le 28 novembre. L'atterrisseur se pose sur la Lune le 1er décembre, prélève des échantillons, redécolle le 3 décembre et s'amarre avec l'orbiteur le 5 décembre[97]. La sonde quitte la Lune le 13 décembre et la capsule remplie des échantillons arrive sur Terre le 16 décembre[98].

### Mars
- 2001 Mars Odyssey, lancée le 7 avril 2001 est toujours active autour de Mars[99].
- Mars Express, lancée le 2 juin 2003 est proche de sa fin de mission autour de Mars[100].
- Mars Reconnaissance Orbiter, lancée le 12 août 2005, sur une orbite polaire martienne, continue de cartographier la surface de Mars[101].
- Mars Science Laboratory, lancée le 26 novembre 2011, dépose l'astromobile Curiosity le 6 août 2012 dans le cratère Gale. Il a déjà parcouru 23,80 km[102].
- Mangalyaan, lancée le 5 novembre 2013, s'insère en orbite martienne le 24 septembre 2014. C'est la première sonde spatiale indienne à destination de Mars[103].
- MAVEN, lancée le 18 novembre 2013, s'insère en orbite martienne le 22 septembre 2014. Elle continue à étudier l'atmosphère de Mars[104].
- ExoMars Trace Gas Orbiter, lancée le 14 mars 2016, s'insère en orbite martienne le 19 octobre 2016. Elle étudie l'atmosphère de Mars[105].
- InSight, lancée le 5 mai 2018, se pose dans la zone Elysium Planitia le 26 novembre 2018. Elle étudie la structure interne de Mars par utilisation notamment d'un sismomètre[106].
- Al-Amal, Tianwen-1, Mars 2020, lancées respectivement les 19 juillet, 23 juillet et 30 juillet 2020, devraient arriver vers Mars en février 2021.

### Astéroïdes
- Hayabusa 2, lancée le 3 décembre 2014, se met en orbite autour de Ryugu le 27 juin 2018. Elle prélève des échantillons le 21 février 2019 et le 11 juillet 2019 et repart vers la Terre le 13 novembre 2019. La capsule d'échantillons se détache de la sonde le 5 décembre 2020 et se pose le même jour près de Woomera[107],[108]. La sonde poursuit sa mission vers 1998 KY26, qu'elle devrait atteindre en juillet 2031.
- OSIRIS-REx, lancée le 8 septembre 2016, se met en orbite autour de Bénou le 31 décembre 2018. En 2020, elle a fait des répétitions de prélèvement d'échantillons les 14 avril et 12 août et un prélèvement effectif le 20 octobre, opération finalisée le 28 octobre. Cette sonde devrait repartir de Bénou en mars 2021 pour un retour sur Terre prévue le 24 septembre 2023[109].

### Jupiter
- Juno, lancée le 5 août 2011, se met en orbite autour de Jupiter le 5 juillet 2016. Elle parcourt en 2020 les orbites n° 25 à 31[110].

### Espace lointain
- Voyager 2 et Voyager 1, lancées respectivement les 20 août et 5 septembre 1977 sont à fin 2020 à 18,945 milliards et 22,776 milliards de kilomètres[111].
- New Horizons, lancée le 19 janvier 2006 est à environ 50 au[112].

## Personnalités

### Prix
- 30 janvier : le prix Crafoord en astronomie est attribué à Eugene Parker, auteur de la théorie du vent solaire en 1958[113].
- 10 septembre : 
  - la médaille d'or du CNRS est attribuée à l'astrophysicienne Françoise Combes[114],[115].
  - le prix de physique fondamentale 2021 du Breakthrough Prize est attribué à Eric Adelberger, Jens H. Gundlach et Blayne Heckel, de l'Université de Washington, pour des mesures précises fondamentales qui testent notre compréhension de la gravitation, sonder la nature de l'énergie noire et établir des limites sur les couplages à la matière noire[116].
- 6 octobre : le prix Nobel de physique 2020 est attribué au britannique Roger Penrose pour la découverte que la formation d’un trou noir est une prédiction solide de la théorie de la relativité générale, et à l'allemand Reinhard Genzel et à l'américaine Andrea M. Ghez pour la découverte d’un objet compact supermassif dans le centre de notre galaxie[117].

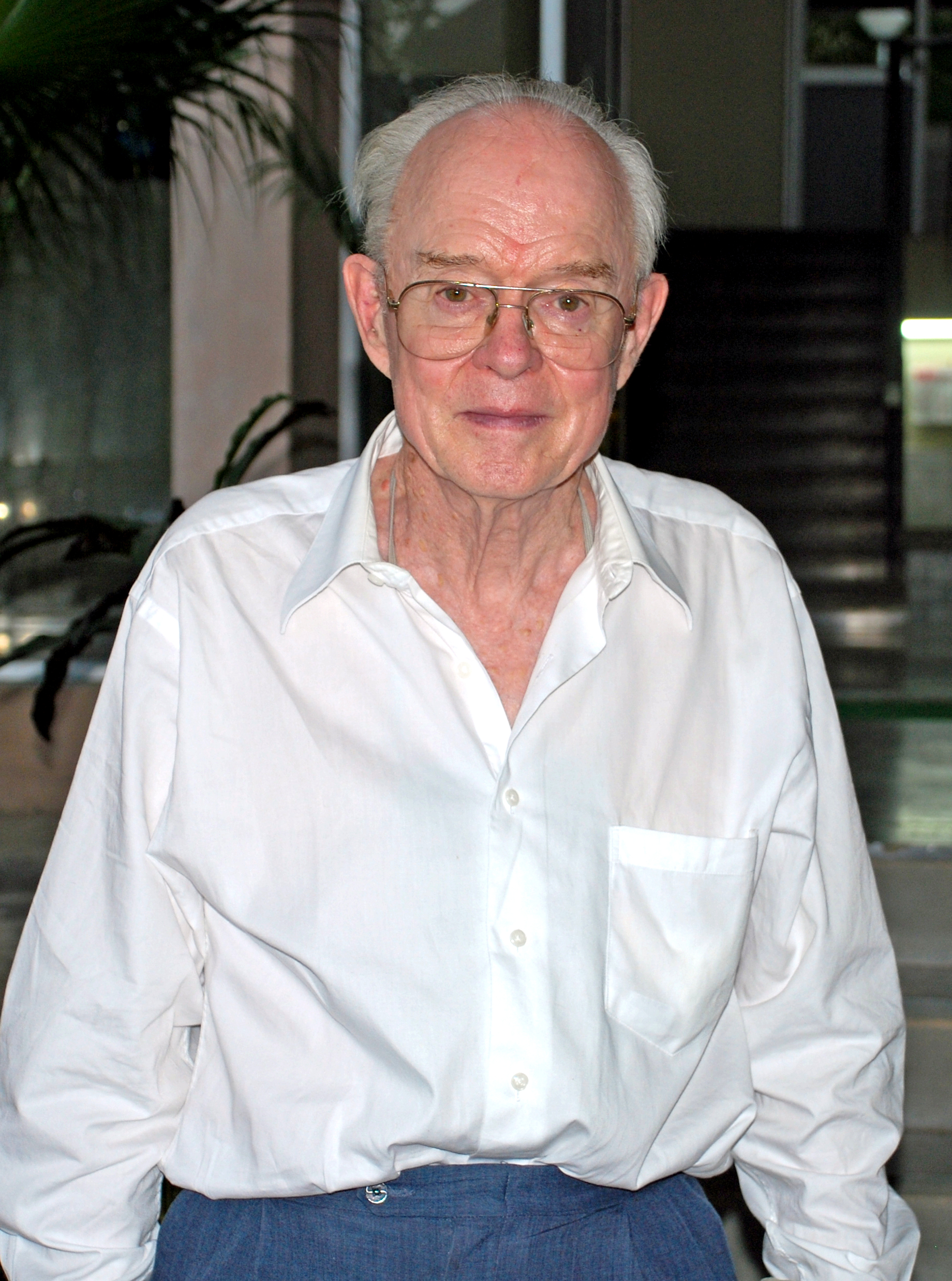
Eugene Parker
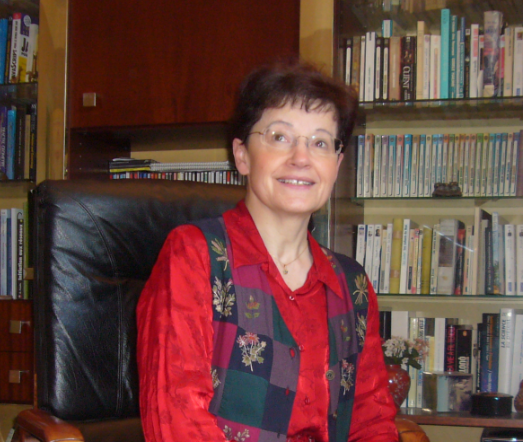
Françoise Combes
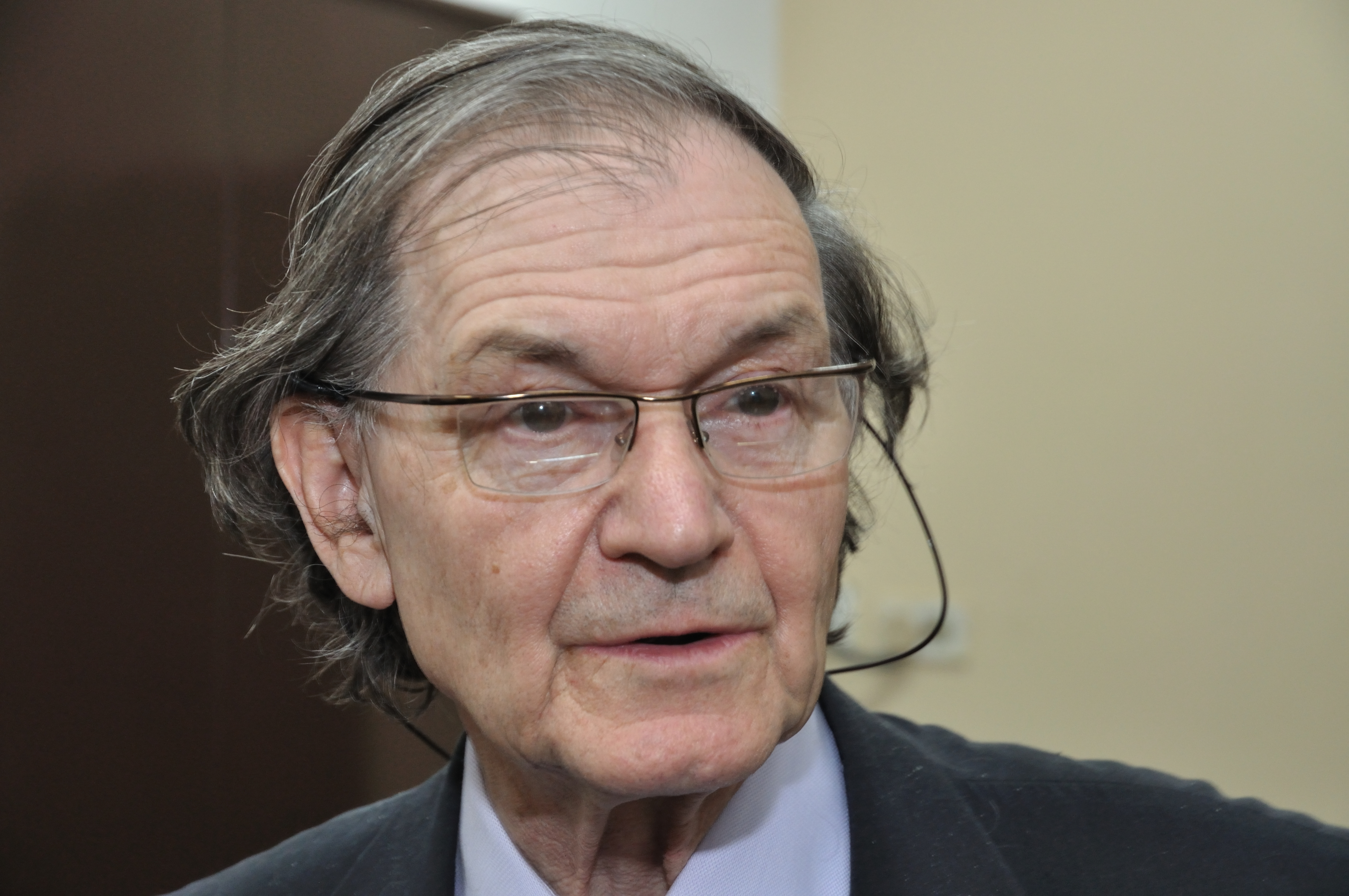
Roger Penrose
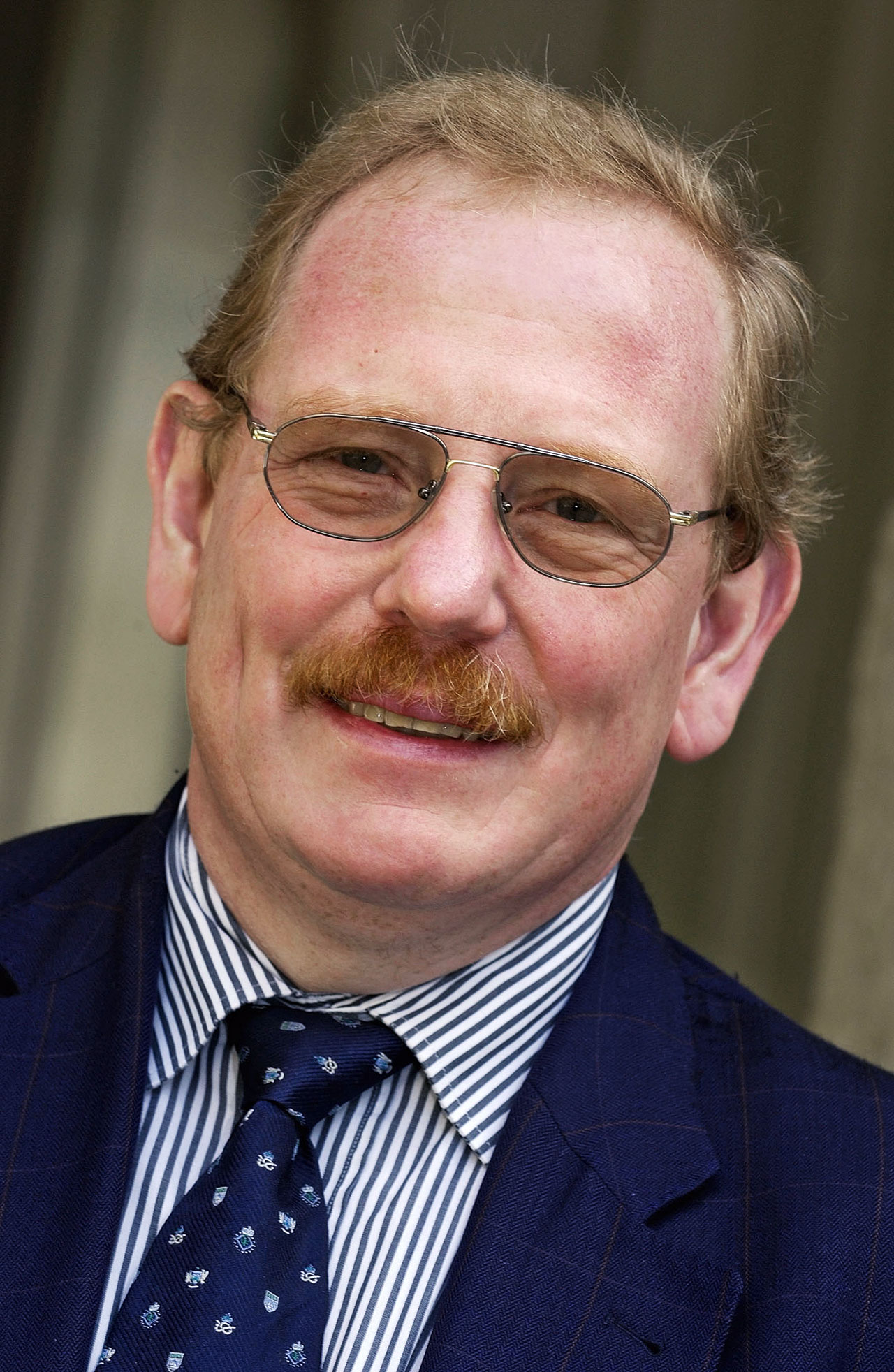
Reinhard Genzel

### Décès
- 20 février : Jean-Claude Pecker, astrophysicien français[118].
- 24 février : Katherine Johnson, physicienne, mathématicienne et ingénieure spatiale américaine, figure de l'ombre du programme spatial des États-Unis[119],[120].
- 28 février : Freeman Dyson, physicien théoricien et mathématicien britanno-américain, auteur du concept de sphère de Dyson[121],[122].
- 23 mars : Robert Klapisch, physicien français, spécialiste de la nucléosynthèse des éléments légers[123].
- 4 avril : Agop Terzan, astronome franco-arménien[124].
- 5 avril : Margaret Burbidge, astrophysicienne britannique naturalisée américaine.
- 13 avril : Jacques Blamont, astrophysicien français, acteur principal du programme spatial français[125],[126].
- 3 mai : Yannis Hugh Seiradakis astronome grec, connu pour ses travaux sur les pulsars en radio, le centre galactique et l'archéoastronomie, notamment la machine d'Anticythère.
- 25 juin : Olivier Le Fèvre astrophysicien français, ancien directeur du Laboratoire d'astrophysique de Marseille, spécialiste de la spectroscopie multi-objets[127].
- 22 juillet : Joan Feynman, astrophysicienne américaine, spécialiste du vent solaire et des aurores polaires.
- 26 août : Masahiro Koishikawa, astronome japonais, découvreur de nombreux astéroïdes.
- 27 septembre : John Barrow, cosmologiste, astrophysicien, mathématicien et physicien théoricien britannique, spécialiste du principe anthropique en cosmologie.
- 12 novembre : Masatoshi Koshiba, physicien japonais, prix Nobel de physique en 2002, pionnier de l'astronomie neutrino.
- 26 décembre : George Robert Carruthers, inventeur, physicien et scientifique spatial afro-américain, découvreur de l'hydrogène moléculaire dans le milieu interstellaire.

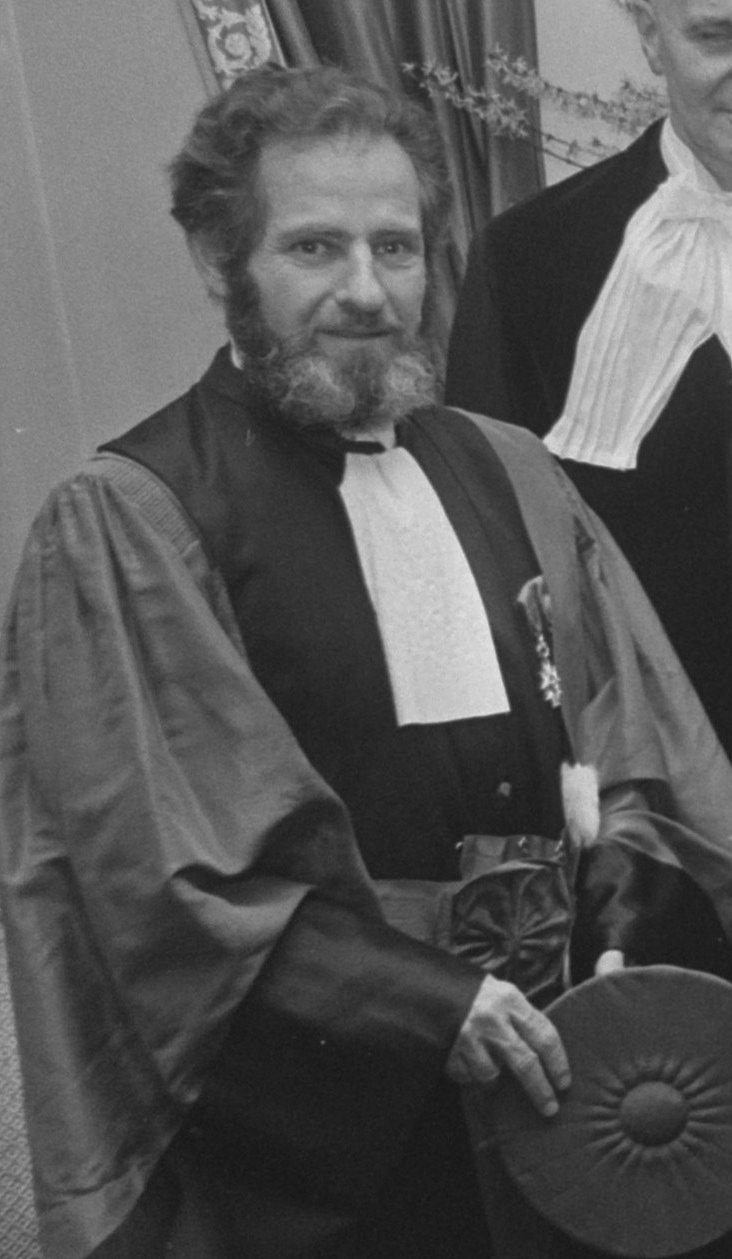
Jean-Claude Pecker (1923-2020).
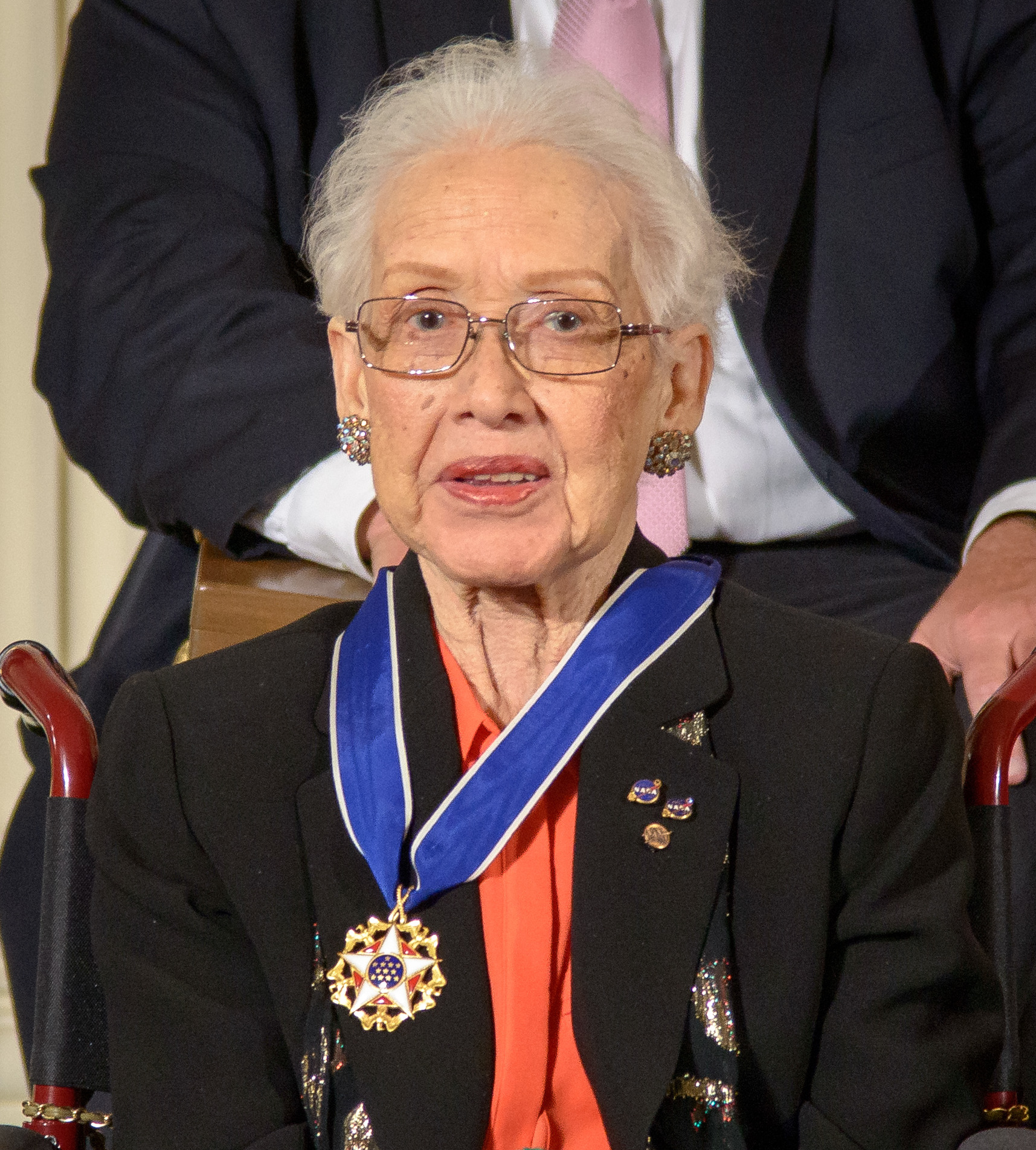
Katherine Johnson (1918-2020).
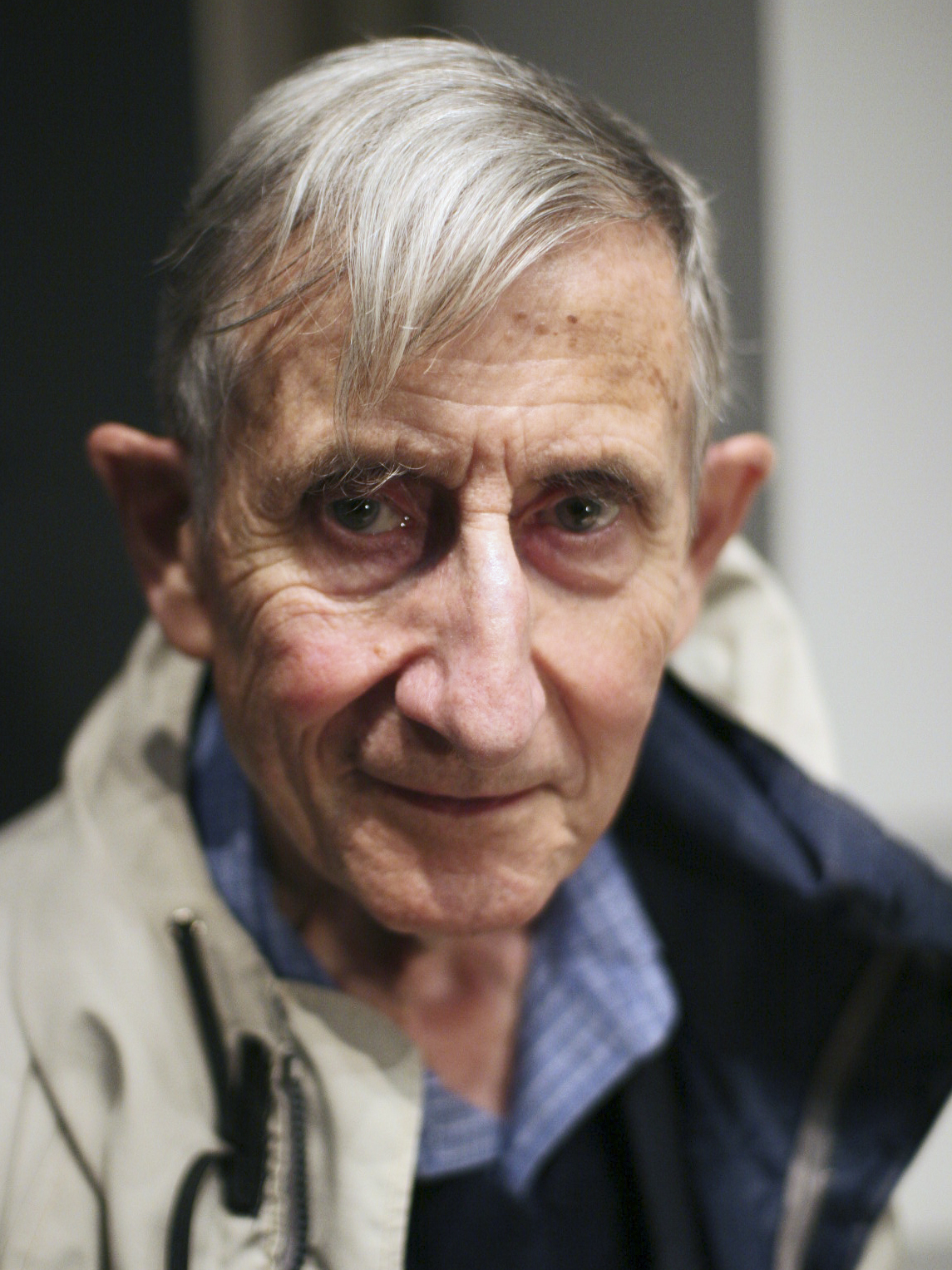
Freeman Dyson (1923-2020).
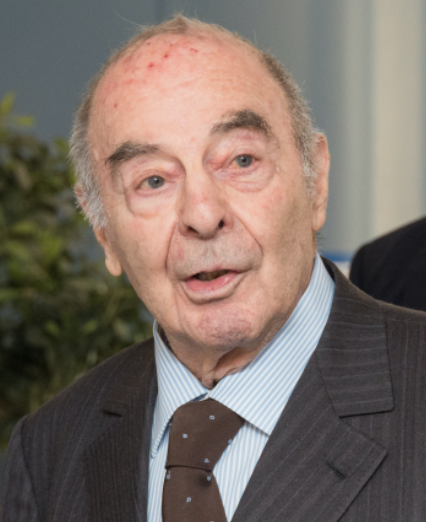
Robert Klapisch (1932-2020).
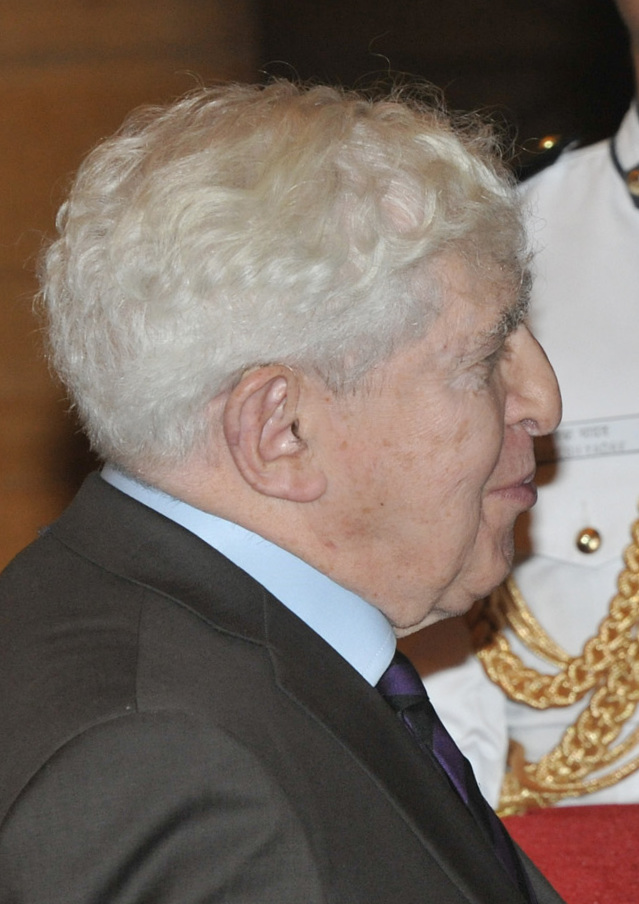
Jacques Blamont (1926-2020).
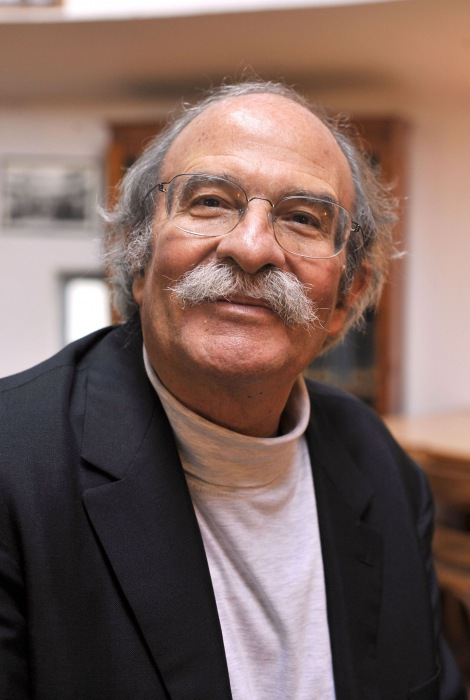
Yannis Hugh Seiradakis (1948-2020).
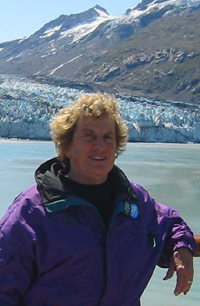
Joan Feynman (1927-2020).
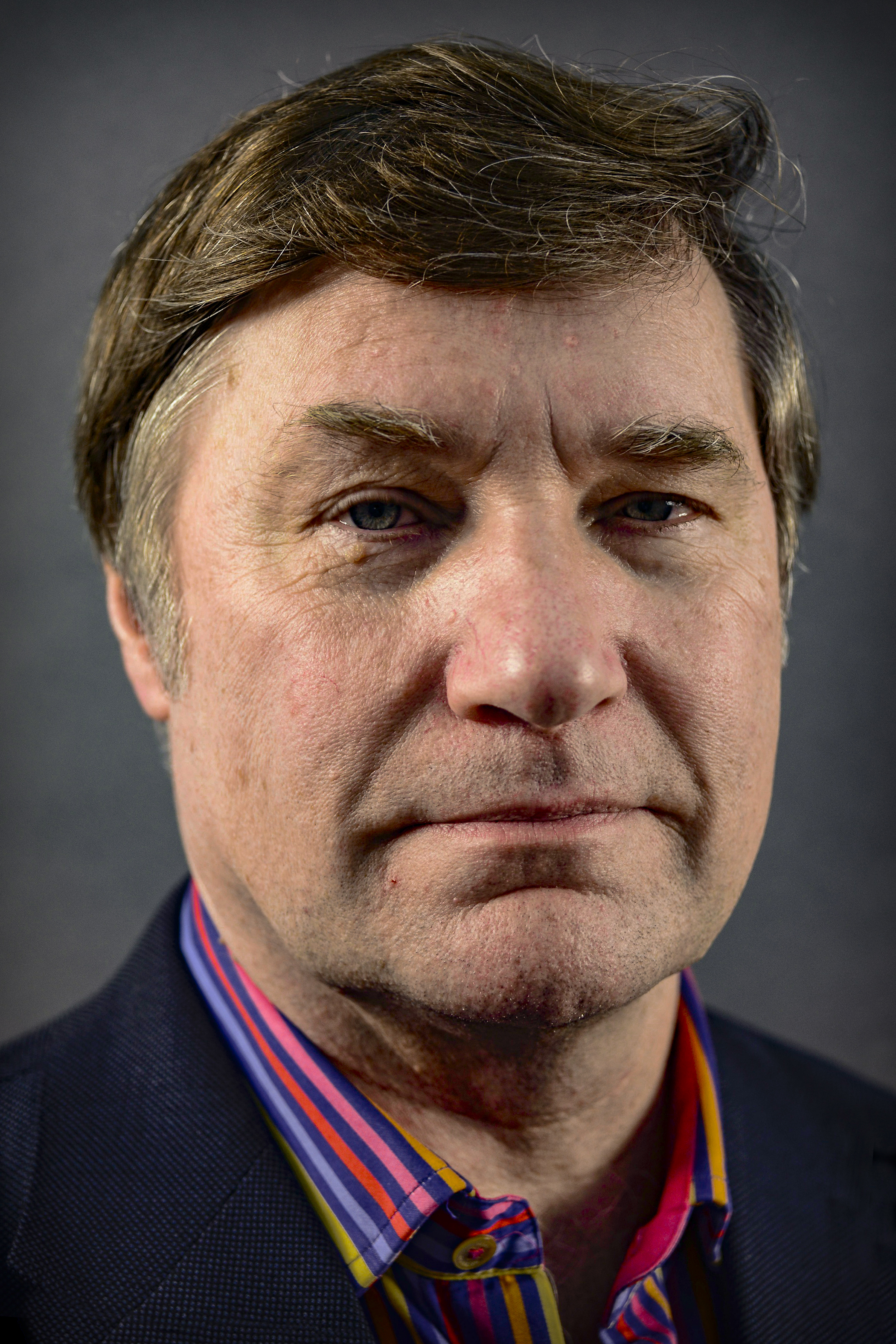
John Barrow (1952-2020).
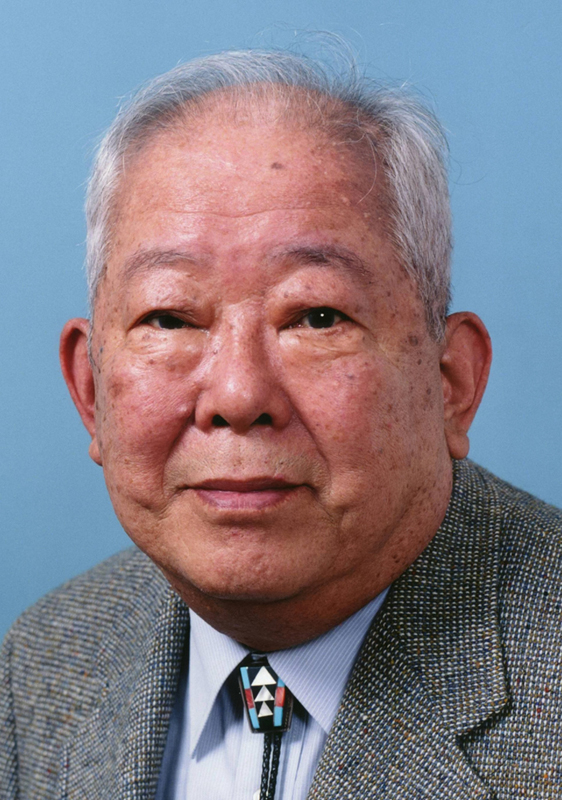
Masatoshi Koshiba (1926-2020).